# دریاچه پنو
دریاچه پنو (انگلیسی: Lake Peno) یک دریاچه در استان تور کشور روسیه است.